# Giugliano in Campania
Giugliano in Campania is een Italiaanse gemeente, onderdeel van de metropolitane stad Napels, wat voor 2015 nog de provincie Napels was (regio Campanië) en telt 105.951 inwoners (31-12-2004). De oppervlakte bedraagt 94,2 km2, de bevolkingsdichtheid is 971 inwoners per km2.
De volgende frazioni maken deel uit van de gemeente: Lago Patria. In Lago Patria bevindt zich de archeologische site van de voormalige stad Liternum, een stad in het Romeinse Rijk.

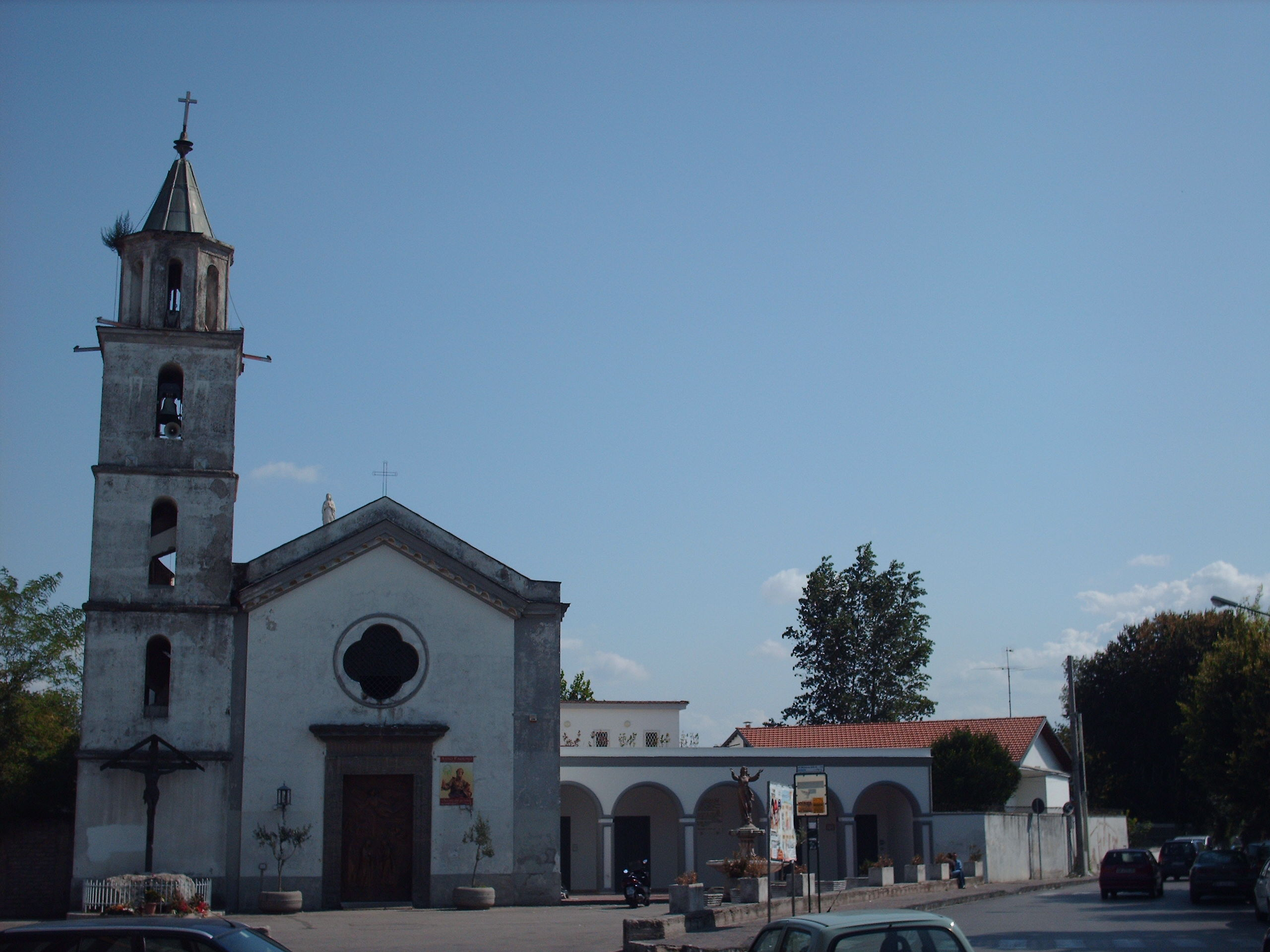
Madonna Grazie
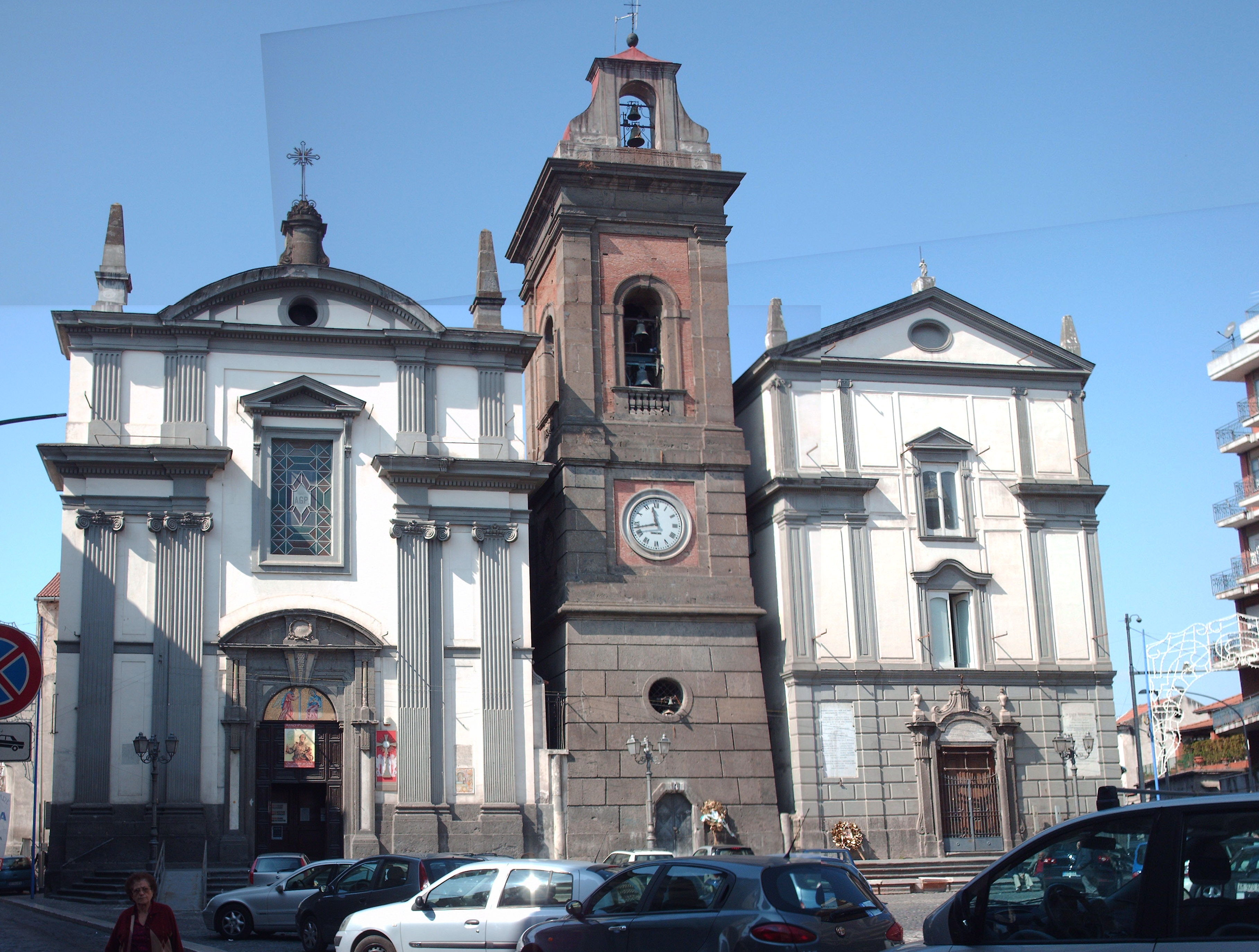
Annunziata
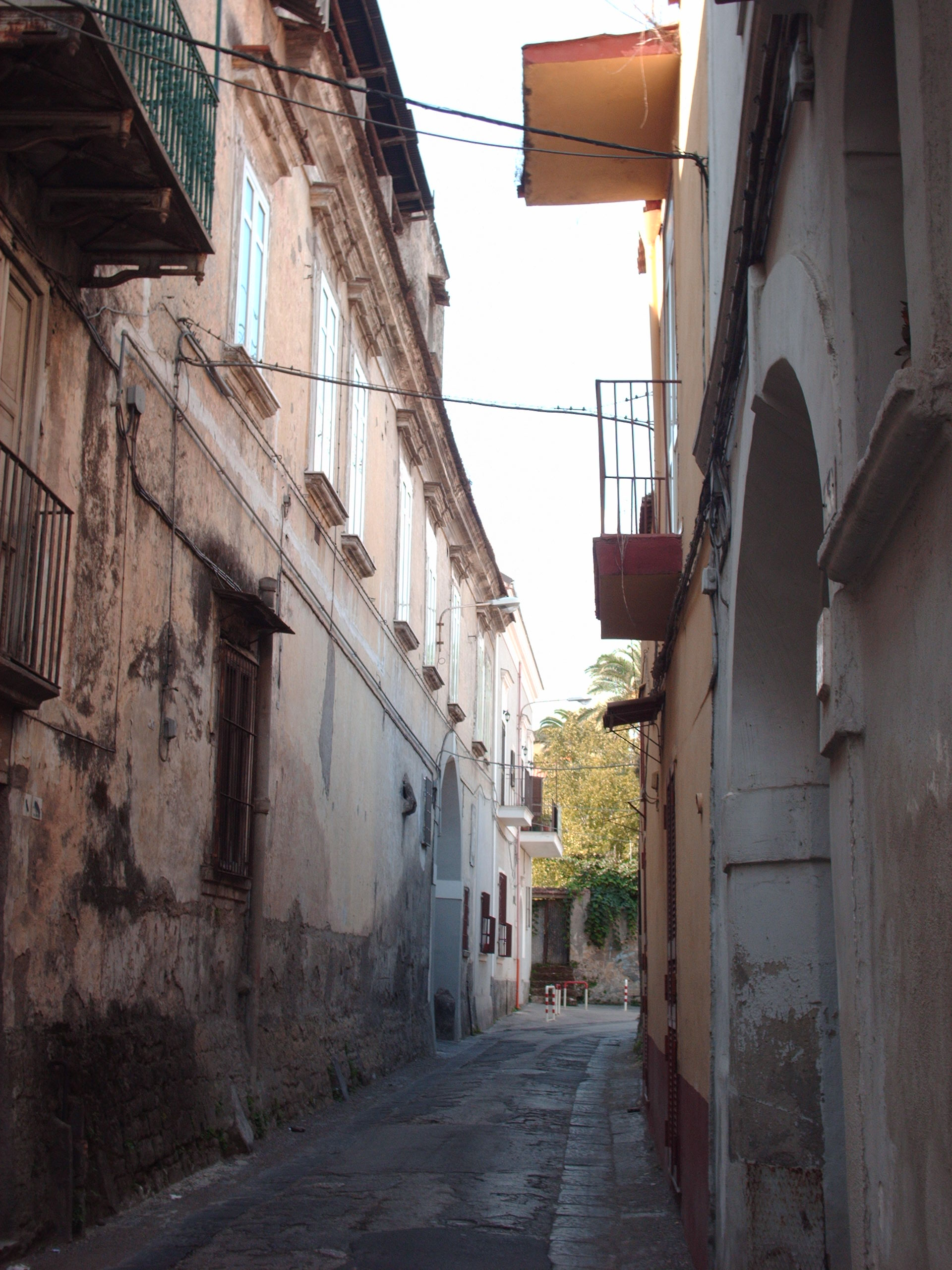
Via Concezione
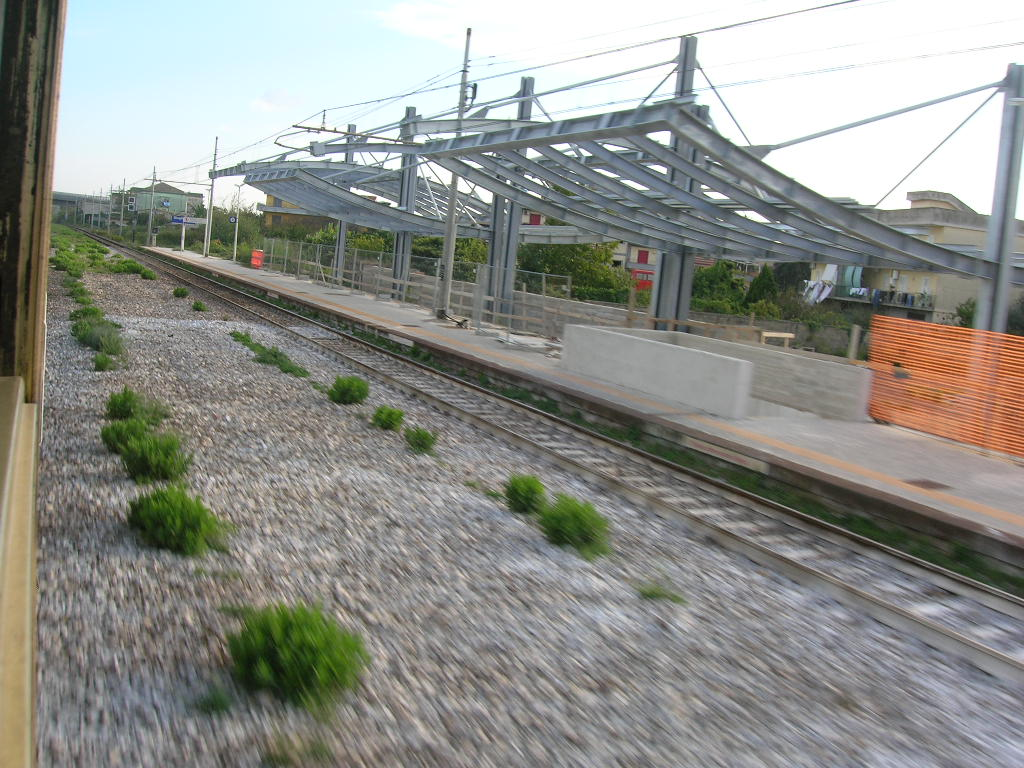
Station

## Demografie
Giugliano in Campania telt ongeveer 34771 huishoudens. Het aantal inwoners steeg in de periode 1991-2001 met 63,1% volgens cijfers uit de tienjaarlijkse volkstellingen van ISTAT.
| Jaar | Inwoneraantal |
| ---- | ------------- |
| 1991 | 60.096        |
| 2001 | 97.999        |

## Geografie
Giugliano in Campania grenst aan de volgende gemeenten: Casal di Principe (CE), Castel Volturno (CE), Melito di Napoli, Napoli, Pozzuoli, Villaricca.